# Distrito de Al Mukha
El distrito de Al Mukha es un distrito de la gobernación de Taiz, Yemen. En 2003 el distrito tenía una población de 18 155 personas.